# Унгурени (Олт)
Унгурени (рум. Ungureni) насеље је у Румунији у округу Олт у општини Топана. Oпштина се налази на надморској висини од 429 m.

## Становништво
Према подацима из 2002. године у насељу је живело 216 становника, од којих су сви румунске националности.